# 조스캥 데프레

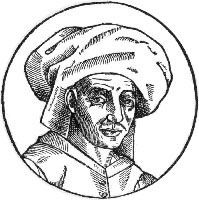
조스캥 데프레를 그린 1611년의 목판화. 데프레 생전에 그려진 유화를 새긴 것으로 추정된다. 그러나 이것이 데프레의 실제 모습을 그린 것이 아니라는 견해도 존재한다.

조스캥 데프레(프랑스어: Josquin des Prez, 1440년? ~ 1521년 8월 27일)는 르네상스 시대 프랑스 플랑드르 악파의 작곡가이다. 데프레의 출생지가 피카르디 지방의 보르보왈이라는 설이 옳다면 그를 15-16세기에 활약한 가장 위대한 프랑스의 다성음악 작곡가라고도 말할 수 있을 것이다. 그는 부르고뉴의 프랑스어권내에 있는 지역에서 태어난 것으로 생각된다. 그는 밀라노, 로마 등에서 활약한 뒤 일설에 의하면 1505년부터 1509년까지 파리에서 루이 12세의 교회악장을 지냈다고도 한다. 그 뒤는 플랑드르 지방으로 옮겨 막시밀리안 1세의 비호 아래 만년을 보내 콘데－쉬르 레스코(헤네고)에서 사망한 듯하다. 데프레에게는 미사곡 20, 모테토 60, 샹송 외에 세속성악곡 60, 기악곡 10곡(곡수는 어느 것이나 대략으로 셈하여)을 남겼다. 초기의 기교적으로 복잡한 것에서 차차 자연스런 감정표현에 넘친 성숙한 것으로 그 작풍이 달라지나 전체적으로 고전적 절도(節度)를 지니면서 미사곡에서는 스승 요하네스 오케겜으로부터 계승한 대위법의 완성을, 그리고 모테토에서는 라소에 비견할 상상력의 풍부함을, 샹송에서는 생기에 넘친 다채로운 표현을 보이기에 이른다. 가사내용을 적확하게 음악화하고 대조의 오묘함이 풍부하고 치밀하게 구성되면서 시적·회화적인 매력조차 엿보이게 하는 작풍을 제자 코크리코는 무지카 레세르바타의 말로 부르고 있다. 그것은 말하자면 르네상스적인 새로운 음악이념을 가리킨다고도 말할 수 있을 것이다.